# Burgruine Kürnberg
Die Burgruine Kürnberg, auch Kürnburg oder Kirnberg genannt, ist die Ruine einer Höhenburg auf dem 571 m ü. NN hohen Haidberg bei Kürnberg etwa einen Kilometer nordöstlich des Marktes Stamsried im Landkreis Cham in Bayern. Die Burgruine mit Aussichtsplattform ist frei zugänglich. Die Anlage ist unter der Aktennummer D-3-72-161-17 als denkmalgeschütztes Baudenkmal von Kürnberg verzeichnet. Ebenso wird sie als Bodendenkmal unter der Aktennummer D-3-6741-0056 im Bayernatlas als „archäologische Befunde im Bereich der mittelalterlichen Burgruine "Kürnberg"“ geführt.

## Geschichte

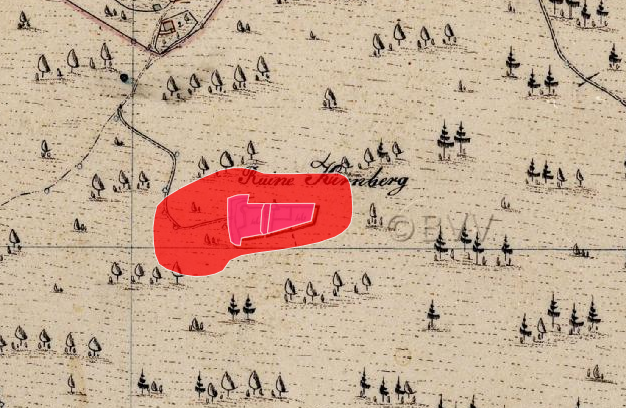
Lageplan der Burgruine Kürnberg auf dem Urkataster von Bayern

Nachdem 1346 Dietrich der Kürner Stamsried vom Pfalzgrafen Ruprecht II. zu Lehen erhalten hatte, erbaute er mit Erlaubnis des Pfalzgrafen die Burg Kürnberg auf dem Haidberg und nannte sich seitdem Kürner von Kürnberg. Als Dietrich 1360 starb, erbten seine Söhne Marquart, Hans und Dietrich die Burg. 1367 ist hier ein Vlreich der Tanner zu der czeit gesessen datz den Kürnberg genannt. Sein Herr war Marquart der Kürner, der damals auch Stamsried besaß, und der genannte Tanner war Hofmarksrichter für beide Hofmarken. 1406 verstarb Dietrich Kürner der Jüngere, seine Witwe heiratete Hermann den Hertenberger, mit dem sie aber zu Stamsried lebte. Ihre Söhne Marquart, Hans, Degenhard und Dietrich blieben im Besitz von Kürnberg. Hans der Kürner stellte am 16. Januar 1422 dem Bischof Friedrich von Bamberg einen Revers über das freie Mannlehen Kurinberg und die  Vogtei Roding aus, denn die Burg war ein Bamberger Lehen.
Von diesem kaufte Ulrich Warberger mit Einverständnis von Pfalzgraf Johann die Kürnburg (12. September 1429). Sein Sohn Christoph war 1452 Inhaber der Burg. 1467 stellte Balthasar Warberger einen Lehensrevers aus mit der Bitte, sie dem Hans von Plankenfels zu leihen. Dieser wird auch in der ältesten Landsassematrikel von 1488 genannt und trat 1489 in den Löwlerbund ein. 1499 kam die Burg an den Ritter Ludwig von Habsberg († 1520). Ihm folgte sein Sohn Ulrich und dann wieder dessen Sohn Hans Wolf, welcher 1530 in der Landsassenmatrikel verzeichnet ist. 1539 hatte die Burg Georg von Murach inne, 1580 war hier sein Sohn Andreas Georg von Murach Lehensinhaber. Von den Murachern wurde Kürnberg mit Stamsried zusammengelegt und folgt danach der Besitzgeschichte von Stamsried.
1634 wurde die Burg im Dreißigjährigen Krieg nach Belagerung durch die Schweden zerstört und verfiel. Ende der 1970er Jahre wurde die Burgruine umfassend saniert.

## Literatur

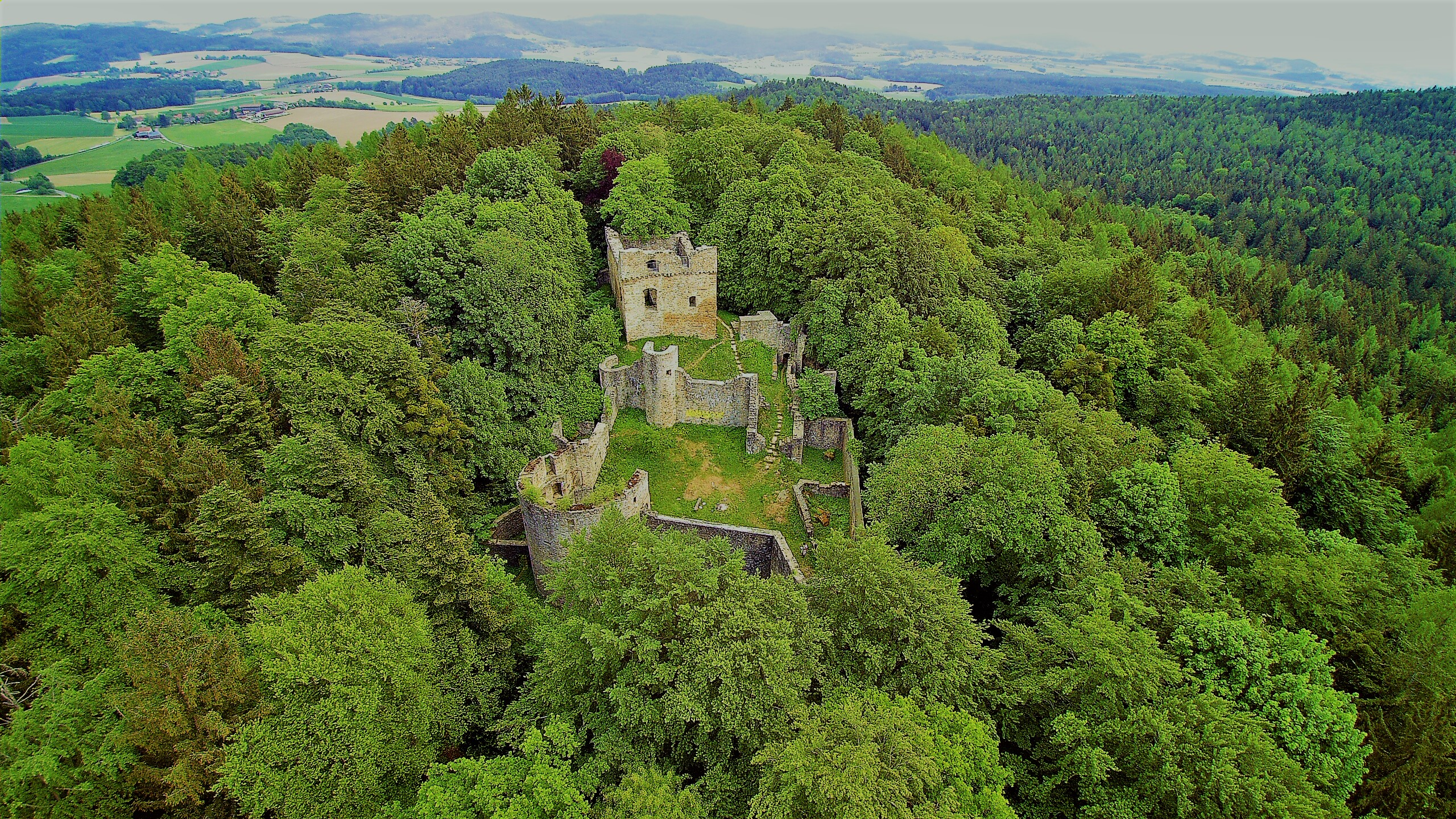

## Beschreibung
Die spätgotische Burgruine Kürnberg, eine der jüngsten Burggründungen in der Umgegend, ist eine ausgedehnte Burganlage mit breitem, westlich gelegenen Burggraben, drei Burghöfen, zwei Torbauten und mehreren zum Teil halbrunden Türmen (u. a. großer Batterieturm). Der turmartige, rechteckige Palas ist unterkellert und im Obergeschoss über konsolartigen Steinen circa 25 cm auskragend. Die Burg verfügte über keinen Bergfried. Von der Anlage mit Hauptburg, Vorburg und Zwinger sind noch umfangreiche Mauerreste erhalten.